# Françoise de Sévigné
Pour les articles homonymes, voir Sévigné.
Françoise de Sévigné, née à Paris le 10 octobre 1646 et morte le 13 août 1705 à Marseille, dans le quartier de Mazargues, comtesse de Grignan, est la principale destinataire des lettres de sa mère, Madame de Sévigné.

## Biographie

### Origines et jeunesse
Françoise de Sévigné est la fille d'Henri, marquis de Sévigné, gentilhomme breton et de l’épistolière Marie de Rabutin-Chantal, marquise de Sévigné, dite aussi Madame de Sévigné. Elle est baptisée quelques jours après sa naissance, le 28 octobre.
Dans sa jeunesse, elle fut célébrée pour sa beauté : au ballet des Arts, en 1663, à peine âgée de seize ans, elle eut l'honneur de danser la première entrée avec le roi Louis XIV, aux côtés de Henriette d'Angleterre, belle-sœur du roi, de Louise de La Vallière et de Françoise-Athénaïs de Mortemart.

Son cousin Roger de Bussy-Rabutin disait qu'elle était « la plus jolie fille de France », sans pour autant s'abuser ; il écrit ainsi à une amie, en 1678 : 

« Cette femme-là a de l'esprit, mais un esprit aigre, d'une gloire insupportable, et fera bien des sottises. Elle se fera autant d'ennemis que la mère s'est fait d'amis et d'adorateurs. »

Elle fut chantée par La Fontaine, Saint-Pavin, Benserade et le chevalier du Buisson. Tréville disait « qu'elle brûlerait le monde. »
En 1668, François de La Feuillade entreprit, en vain, de faire d'elle la maîtresse du roi. Selon Primi Visconti, l'ambassadeur Giustiniani se vantait « d'avoir possédé madame de Grignan lorsqu'elle était encore mademoiselle de Sévigné ».

### Mariage et descendance
François Adhémar de Monteil de Grignan, lieutenant-général de Provence, l'épousa en troisièmes noces le 29 janvier 1669 ; elle apportait une dot énorme, dont 196 000 livres devaient servir à l'amortissement des dettes de son futur mari. Les dépenses fastueuses du ménage continuèrent cependant, jusqu'à la quasi-ruine.
Elle eut neuf accouchements dont cinq enfants arrivés à l'âge adulte : 
1. Une fausse couche en octobre 1669[10];
2. Marie-Blanche (1670-1735), entrée chez les visitandines d'Aix-en-Provence en 1686[11] ;
3. Louis-Provence (1671-1704) qui épousa Anne-Marguerite de Saint-Amans (1673-1736), sans postérité[12].
4. Pauline (1674-1737), devenue Mme de Simiane[13] ;
5. Un enfant mort né en novembre 1674[10] ;
6. Jean-Baptiste (1676-1713) lieutenant général en Provence. Il épousa Gabrielle Thérèse d'Oraison, sans postérité[10] ;
7. Louis (1677-1677), mort jeune[10] ;
8. Françoise (1679- 1731) religieuse aux Grandes Marie d'Aix en Provence[10] ;
9. François (1685-????) mort jeune[10] ;

La fiancée de Louis-Provence était la fille d'un fermier général de noblesse récente, mais apportait une dot mirifique de 400 000 livres (plus du double de la dot de sa belle-mère). Saint-Simon rapporte que Mme de Grignan pour cacher sa gêne « avec ses minauderies en radoucissant ses petits yeux, disoit qu'il falloit bien de temps en temps du fumier sur les meilleures terres ».

## Grignan

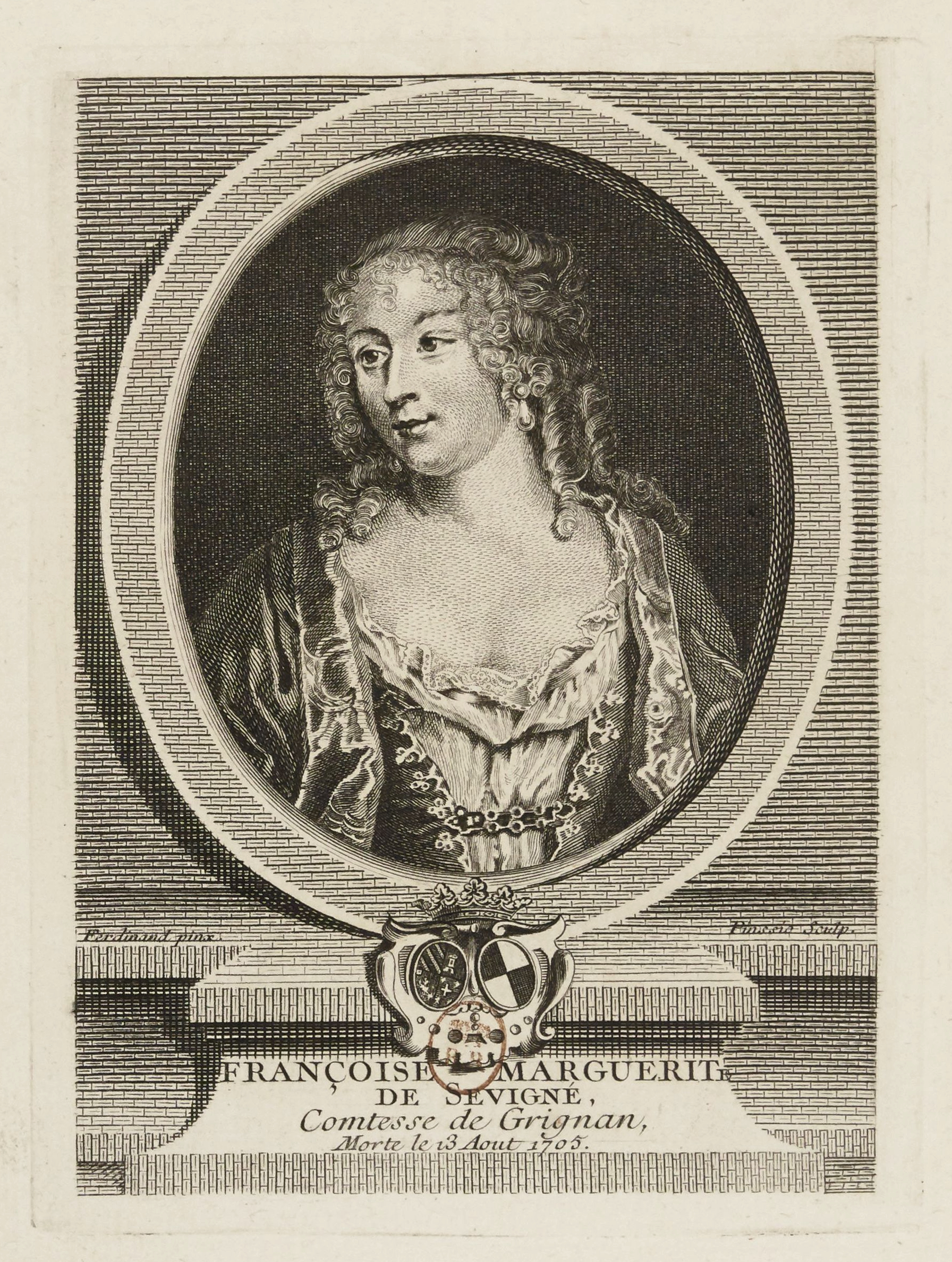
Madame de Grignan, portrait gravé.

Son mari étant gouverneur de Provence elle quitta Paris et sa mère pour Aix-en-Provence et résida fréquemment dans son château de Grignan, ce qui fut à l'origine de l'une des correspondances les plus célèbres de la littérature française. Malheureusement, seules les lettres de Madame de Sévigné ont été conservées, la famille ayant détruit les réponses.
Certains estiment qu'elle est la mystérieuse destinataire des Mémoires du cardinal de Retz.
Sa fille aînée entra chez les Visitandines, ordre religieux fondée en 1610 par leur ancêtre Jeanne-Françoise de Chantal et l'évêque de Genève François de Sales. La fille cadette épousa le comte de Simiane et fit éditer la correspondance de sa grand-mère. Son unique fils mourut prématurément en 1704 ne laissant pas de postérité.
Françoise de Grignan mourut peu après à Marseille le 13 août 1705 à l'âge de 58 ans « partie de la petite vérole et d'une apoplexie de sang ». La princesse des Ursins, écrivit de Madrid à cette occasion à Madame de Maintenon : « Voilà donc la pauvre Madame de Grignan morte entre les mains d'un charlatan ! Elle qui avoit beaucoup d'esprit, et qui se piquoit pas moins de savoir la médecine que la philosophie de Descartes, comment a-t-elle pu se mettre en de telles mains ? »
Épitaphe de Saint-Simon : « Madame de Grignan, beauté vieille et précieuse dont j'ai suffisamment parlé, mourut à Marseille bien peu après, et quoi qu'en ait dit Madame de Sévigné dans ses lettres, fut peu regrettée de son mari, de sa famille et des Provençaux ».

## Représentations cinématographiques
- Dans le téléfilm Madame de Sévigné : Idylle familiale avec Bussy-Rabutin (1979) de Gérard Pignol et Jacques Vigoureux, elle est interprétée par Isabelle Estel.
- Dans le film Madame de Sévigné d'Isabelle Brocard (2022). Son rôle est tenu par Ana Girardot[19].